# Lísky (Všelibice)
Lísky jsou malá vesnice, část obce Všelibice v okrese Liberec. Nachází se asi tři kilometry jižně od Všelibic. Lísky leží v katastrálním území Benešovice u Všelibic o výměře 3,85 km².

## Historie
První písemná zmínka o vesnici pochází z roku 1590.